# Bataille de Sinjar
Seconde guerre civile irakienne
La bataille de Sinjar a lieu du 3 août 2014 au 13 novembre 2015 lors de la seconde guerre civile irakienne. Initialement contrôlée par les peshmergas du Gouvernement régional du Kurdistan (GRK), Sinjar, la plus importante ville yézidie d'Irak, est attaquée le 3 août 2014 et prise en quelques heures par les djihadistes de l'État islamique.
Au cours de l'offensive, les djihadistes massacrent ou réduisent en esclavage des milliers de yézidis et encerclent les monts Sinjar où se sont réfugiés une partie des rescapés. Le 14 août, venus de Syrie et de Turquie, les forces des YPG et du PKK, parviennent à ouvrir un corridor au nord des montagnes avec le soutien de l'aviation américaine qui commence à bombarder l'État islamique le 8 août. Les djihadistes parviennent cependant à assiéger une deuxième fois les monts Sinjar le 20 octobre.
Le 17 décembre, les peshmergas lancent une vaste offensive qui permet aux forces kurdes de repousser l'EI hors des montagnes et de reprendre une partie de la ville de Sinjar. Dans les mois qui suivent, la situation est bloquée et le contrôle de la ville reste disputé. La bataille s'achève le 13 novembre 2015 par la victoire des forces kurdes qui reprennent entièrement le contrôle de Sinjar après une offensive lancée la veille.

## Déroulement

### Prise de la ville de Sinjar par l'État islamique

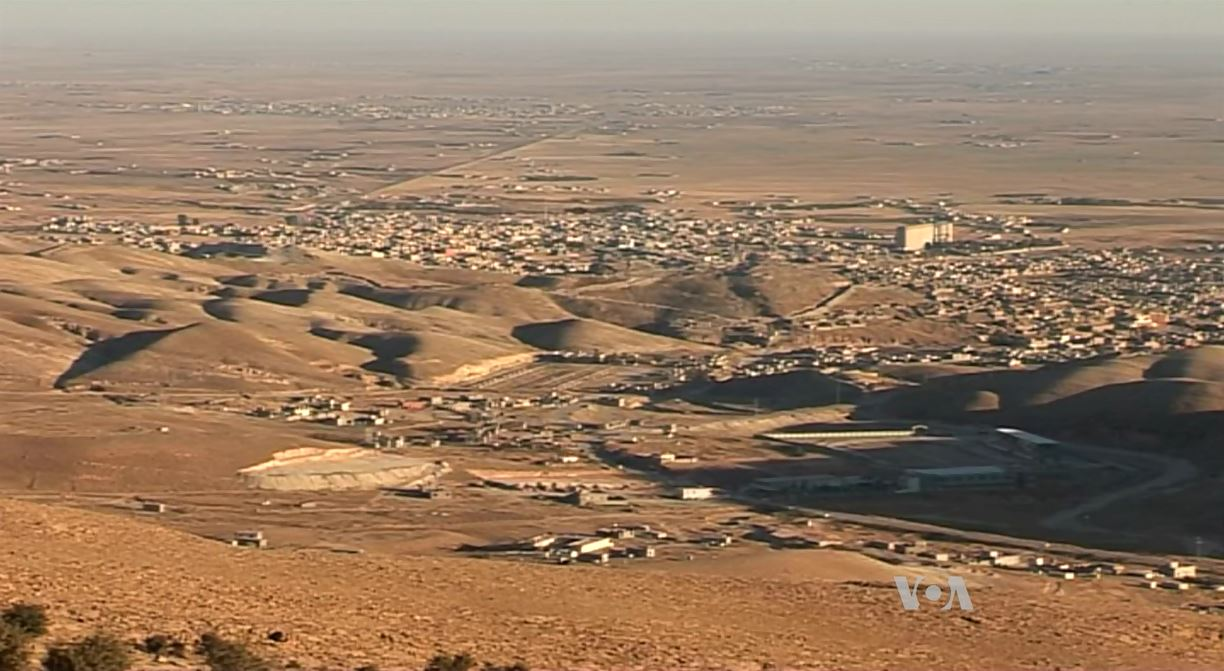
Vue en 2015 de la ville de Sinjar depuis les hauteurs des monts Sinjar.

Le 3 août 2014, les djihadistes de l'État islamique attaquent les peshmergas kurdes à Sinjar, une ville de 310 000 habitants située au nord-ouest de l'Irak, dans une zone précédemment administrée par le Gouvernement régional du Kurdistan.
Les assaillants prennent rapidement l'avantage et s'emparent de la ville après quelques heures de combats. Les drapeaux noirs de l'EI sont hissés sur les bâtiments gouvernementaux.
Les peshmergas n'opposent pas une grande résistance, ils abandonnent la ville et se replient en bon ordre dans les zones montagneuses afin de recevoir des renforts. Cet abandon est vécu comme une trahison par les habitants de Sinjar,.
Dès le jour de leur entrée en ville, les djihadistes détruisent le mausolée de Sayyeda Zeinab, fille de Mahomet, qui était un sanctuaire chiite.

### Premier siège des monts Sinjar et exode des populations

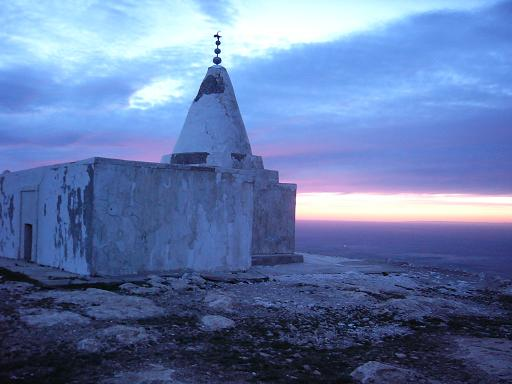
Vue en 2004 d'un temple yézidi au sommet des monts Sinjar.

La prise de Sinjar provoque la fuite vers le Kurdistan irakien de plusieurs centaines de milliers d'habitants, principalement des Yézidis mais aussi des Turcomans chiites qui s'étaient réfugiés dans cette ville. Environ 35 000 réfugiés se retrouvent bloqués et encerclés dans le mont Sinjar. Isolés, ils souffrent principalement du manque d'eau. Deux jours après la prise de la ville au moins 40 enfants sont morts de soif,,,.
Environ 1 500 Yézidis, dont des femmes et des enfants, sont massacrés par les djihadistes au cours de l'offensive. Les corps, pour certains encore vivants, sont sommairement enterrés dans des fosses commune,. Plusieurs milliers de civils sont également capturés et conduits vers Tall Afar. Les hommes sont exécutés, tandis que les femmes les plus jeunes sont réduites à l'esclavage sexuel,,.
Environ 20 000 réfugiés yézidis parviennent cependant à s'échapper des montagnes, en passant par la Syrie ; ils regagnent ensuite le Kurdistan irakien avec l'aide des forces kurdes des YPG et des peshmergas.

### Intervention des Kurdes syriens et des forces aériennes de la coalition
Venus de Syrie et de Turquie, les YPG et le PKK entrent en Irak pour soutenir les miliciens yézidis et ouvrir un front près de la frontière contre les djihadistes de l'EI.
De leur côté, les Américains et les Britanniques se mettent d'accord le 7 août 2014 pour effectuer des frappes aériennes afin de soutenir les forces kurdes. Ces frappes ciblées sur des véhicules de transport et des pièces d'artillerie de l'État islamique débutent dès le lendemain, le 8 août ; elles s'accompagnent de largages d'aide humanitaire dans les monts Sinjar,.
Vers le 14 août, les YPG et le PKK parviennent à ouvrir un corridor qui relie le Sinjar à la frontière syrienne et à briser le siège et l'encerclement de la zone par l'EI. Les combattants kurdes perdent au moins huit hommes dans ces combats,.
À la même période, des milices yézidies se forment dans les monts Sinjar : les HBS et les YBS, les premiers soutenus par le Gouvernement régional du Kurdistan, les seconds entraînés et équipés par les YPG et le PKK. Ces forces compteraient au total 2 000 à 3 000 combattants.
Le 30 septembre, les peshmergas reprennent le contrôle de la ville de Rabia, après des combats ayant fait au moins 12 morts chez les djihadistes. Seule une dizaine d'hommes de l'EI résiste quelque temps dans une clinique malgré des frappes de l'aviation britannique contre ce bâtiment,,,.

### Deuxième siège des monts Sinjar

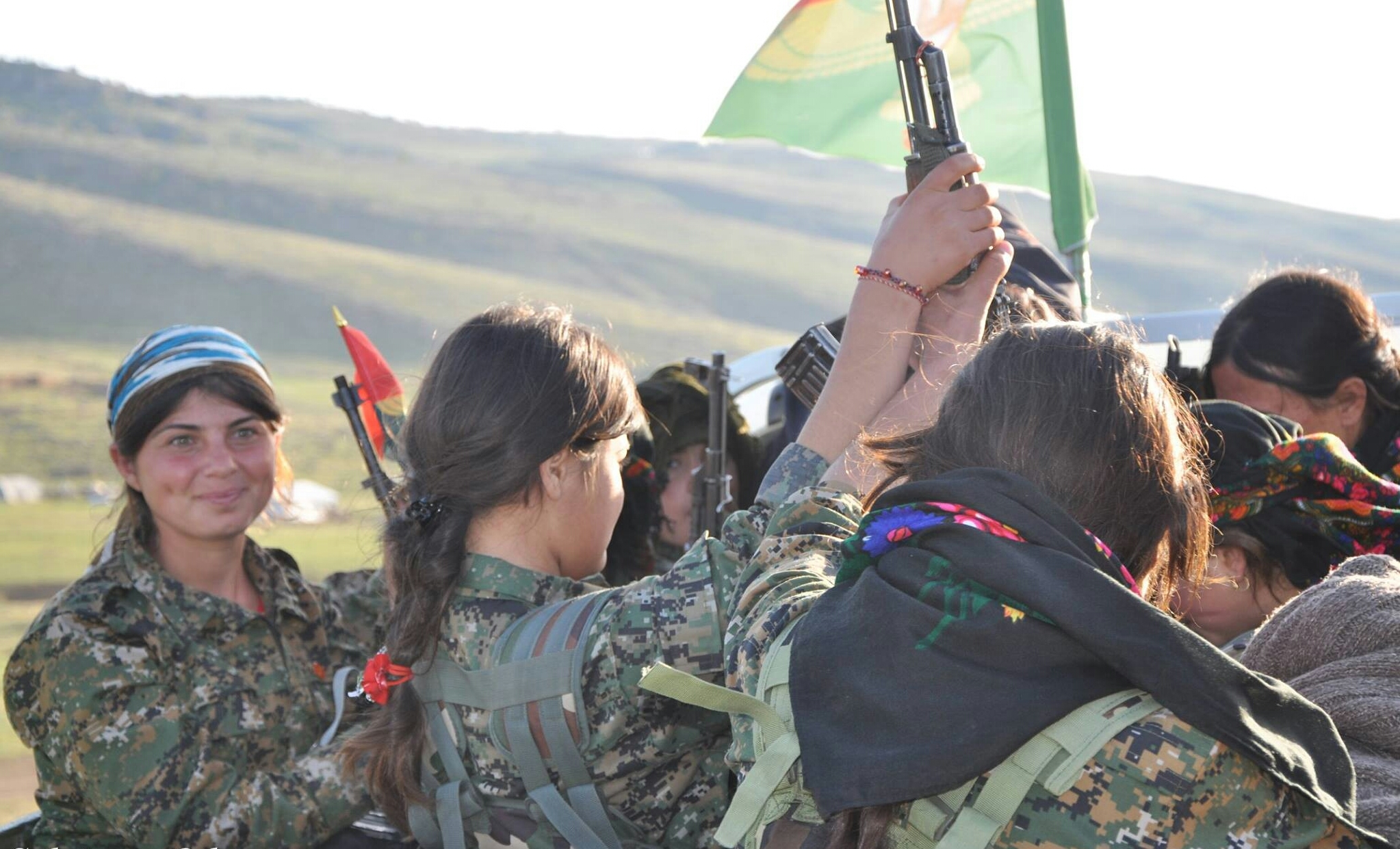
Combattantes yézidies des YBS.

Le 20 octobre, 300 combattants de l'EI s'emparent de plusieurs villages yézidis, provoquant la fuite des habitants. Le 22, les djihadistes mettent pour la deuxième fois le siège sur les monts Sinjar, où vivent encore 2 000 familles yézidies défendues par les YBS, et des troupes du PKK, soit au total 1 300 combattants kurdes. Selon Reuters les YPG affirment de leur côté avoir 500 hommes dans le massif.
La coalition mène ponctuellement quelques frappes. Ainsi le 1er décembre, deux avions Rafale français détruisent un check-point de l'EI au sud-ouest du mont Sinjar.
Le 17 décembre, les peshmergas du PDK lancent une offensive depuis Rabia et Zoumar afin de reprendre Sinjar et sa région. Ils sont soutenus par la coalition qui intensifie ses raids en engageant 15 avions qui mènent 45 raids du 15 au 18 décembre et détruisent 50 cibles,,,. Le 18, les Kurdes progressent sur une centaine de kilomètres carrés et dans la soirée ils atteignent le mont Sinjar et brisent le siège des djihadistes. Un nouveau corridor est ouvert pour permettre le ravitaillement ou l'évacuation des milliers de civils toujours présents dans la montagne,,,.

### Contre-offensive kurde sur la ville de Sinjar en décembre 2014

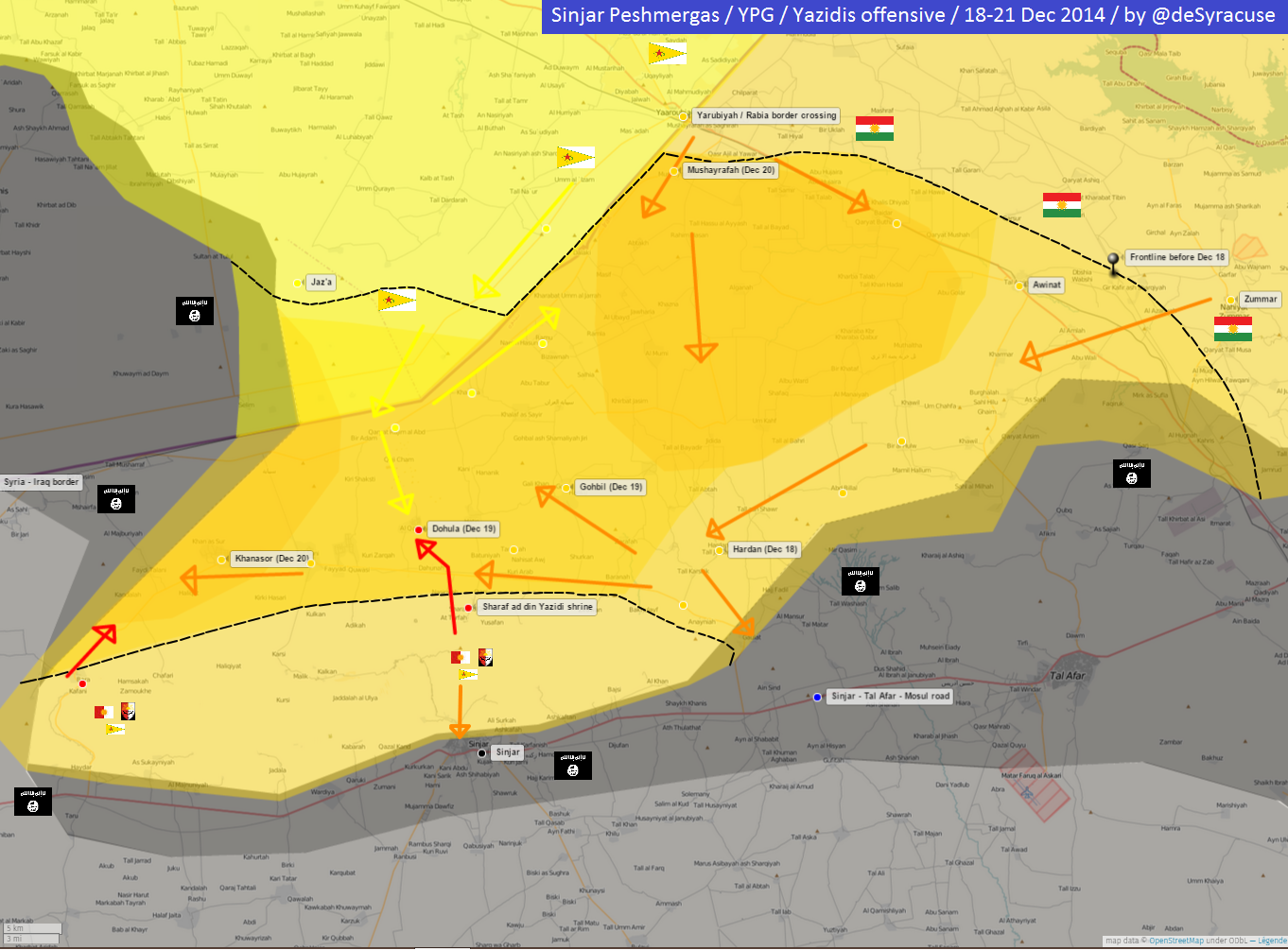
Carte de l'offensive kurde sur Sinjar en décembre 2014.

Le 20 décembre, les peshmergas poursuivent leur offensive au sud de Rabia afin de reprendre le contrôle de la frontière, ils atteignent également les abords de la ville de Sinjar. De leur côté les YPG progressent également côté syrien et prennent le contrôle de huit villages. Le 21, Massoud Barzani se rend sur les monts Sinjar pour célébrer « les victoires » contre l'État islamique. Il annonce que les peshmergas sont entrés dans la ville de Sinjar et qu'ils auraient libéré une grande partie du centre-ville. À ce moment, les Kurdes affirment également avoir repris environ 700 kilomètres carrés aux djihadistes,,. Le combat s'engage dans la ville de Sinjar, où malgré une dizaine de frappes aériennes de la coalition, les Kurdes se heurtent à une forte résistance des djihadistes divisés en plusieurs petits groupes. Le 23 décembre, les djihadistes contrôlent toujours les deux tiers de la ville, ils incendient plusieurs bâtiments dans le but de brouiller la visibilité des avions de la coalition. De leur côté, les peshmergas évacuent une partie de la population.
Cependant en janvier, des miliciens yézidis commettent un massacre à Jiri et Sibaya, deux villages arabes sunnites de la région de Sinjar. Selon Amnesty International, 21 civils sont tués, pour moitié des hommes âgés, des handicapés, des femmes et des enfants ; 40 autres personnes sont enlevées, dont 17 étaient toujours portées disparues en juin.
Dans les mois qui suivent, la ligne de front n'évolue guère. En juin 2015, l'État islamique contrôle toujours 70 % de la ville de Sinjar. Les combattants se font face à moins de 50 mètres sur certains points de la ville, ponctuellement les djihadistes mènent des attaques-suicides avec des véhicules piégés.

### Offensive kurde de novembre 2015

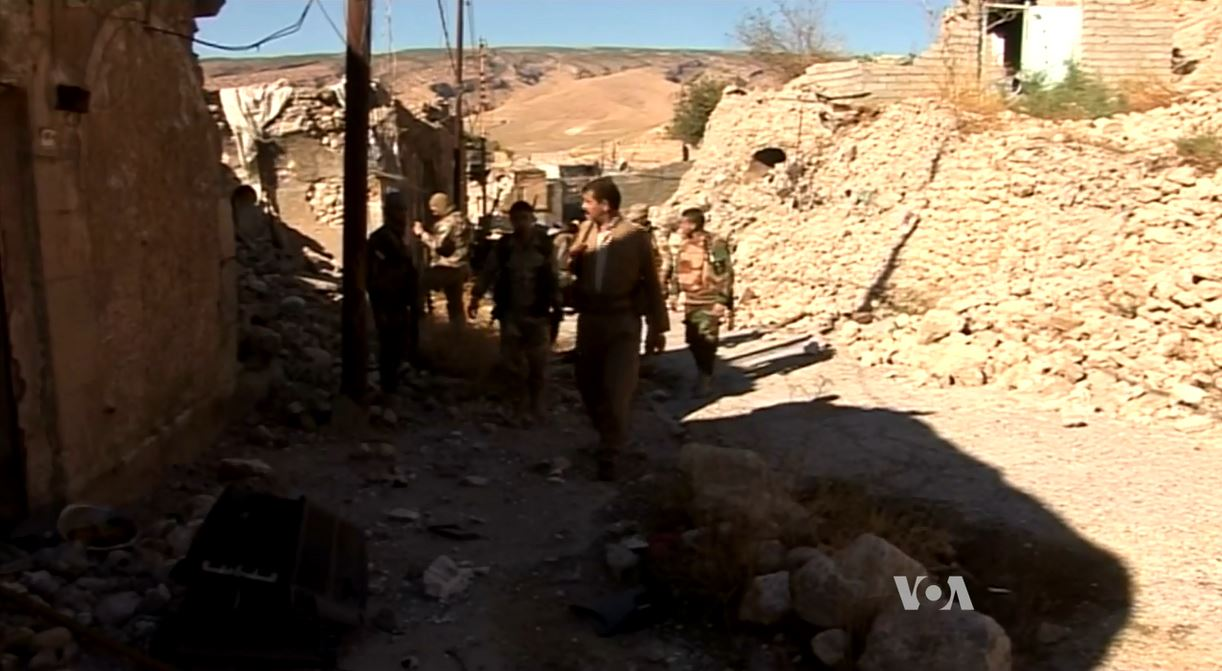
Peshmergas à Sinjar, début novembre 2015.

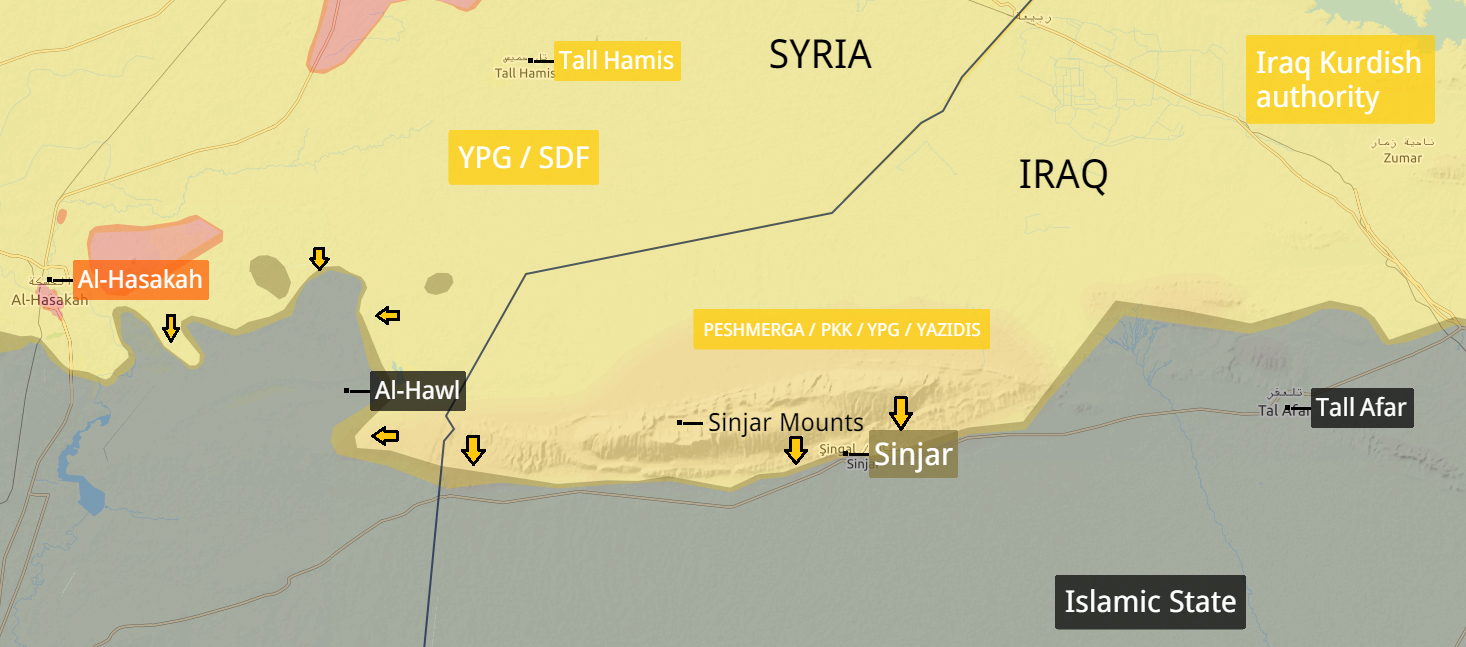
Ligne de front en Syrie et en Irak le 12 novembre 2015.

Le 12 novembre 2015, les forces kurdes lancent une grande offensive en vue de reprendre la ville de Sinjar et couper l'autoroute 47 qui relie Mossoul à la Syrie. Après 24 frappes aériennes de la coalition et des barrages d'artillerie, 7 500 peshmergas et miliciens yézidis des HBS sont engagés dans les combats. Basés dans les Monts Sinjar, les forces liées au PKK ; les HPG, les YPG et yézidis des YBS, forts d'environ 2 000 combattants, prennent également part aux combats. Les djihadistes ne sont pas surpris par l'offensive, ils ont envoyé des hommes en renfort à Sinjar, mais ils demeurent cependant très inférieurs en nombre par rapport aux Kurdes. Selon les estimations américaines, l'EI ne compte alors que 300 à 600 hommes à Sinjar mais la ville et ses environs ont été massivement minés,,,,,.
Au même moment en Syrie, les Forces démocratiques syriennes, dont les YPG constituent la force principale, mènent une offensive dans la zone de al-Hol, près de la frontière irakienne.
Le soir de la première journée de l'offensive, les Kurdes contrôlent trois villages et plusieurs tronçons de l'autoroute, dont l'important check-point de Oum al-Shababit.
Le 13 novembre en milieu de journée, Sinjar est reprise par les peshmergas qui hissent leur drapeau dans le centre-ville,,,.
Après la reconquête de la ville, des maisons de musulmans sunnites et des mosquées sont incendiées par des miliciens yézidis. Le commandant yézidi Qassim Shesho est nommé chef du commandement militaire du secteur par le président de la Région du Kurdistan, Massoud Barzani, mais, en fait, les différentes milices kurdes et yézidies prennent possession des quartiers et y plantent leurs drapeaux respectifs.
Le 14 novembre, les combattants kurdes découvrent une fosse commune contenant les corps de 70 femmes yézidies massacrées par les djihadistes probablement en août 2014,. Le 28, un autre charnier contenant 123 corps est découvert 10 kilomètres à l'ouest de la ville, à cette date six charniers ont été trouvés aux alentours de la ville et 15 en tout dans l'ensemble de la région,.

## Les pertes

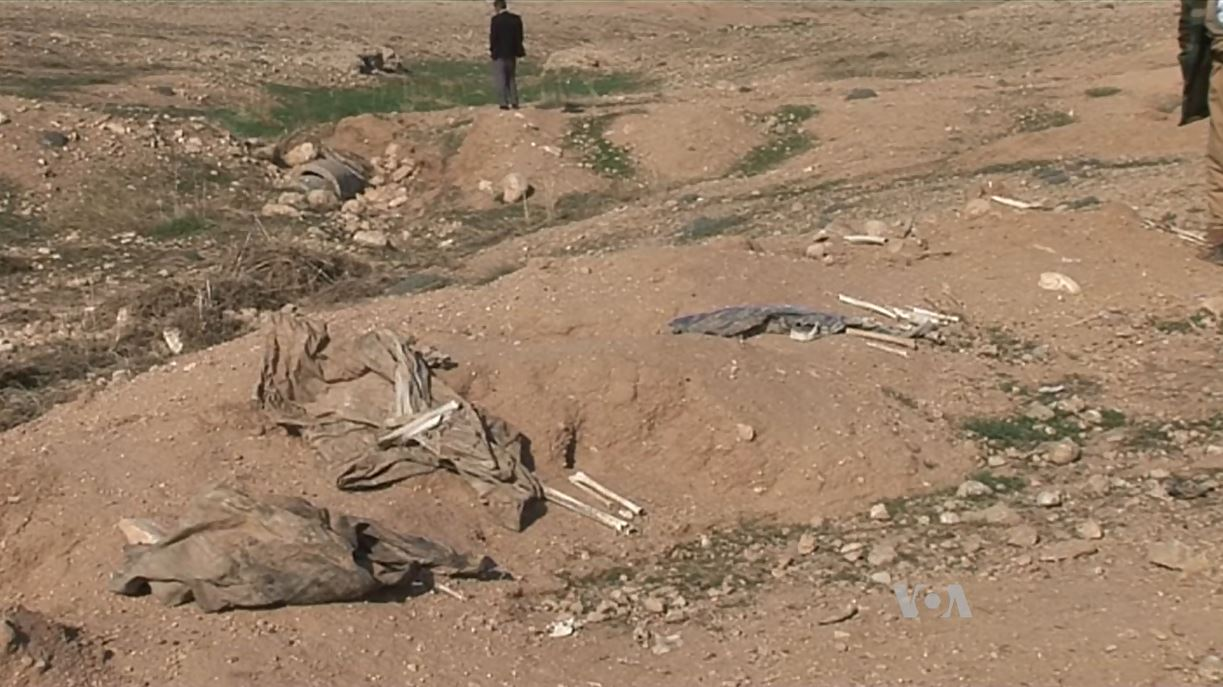
Charnier découvert fin 2015 dans le village de Qinei, près de Sinjar. Des ossements ont émergé des tombes où plusieurs dizaines de yézidis avaient été enterrés en août 2014 après avoir été massacrés.

Selon le bilan des YPG, les combats livrés entre le 2 août et le 3 septembre 2014 dans les zones de Rabia, Sinjar et Jazaa ont fait 54 morts dans leurs rangs contre 473 morts, dont trois émirs, du côté des djihadistes de l'EI. Quelques jours après la fin de la bataille, en décembre 2015, la reporter Flore Olive indique que 170 membres des YPG ont été tués lors des combats à Sinjar.
Fin août 2015, interrogé par l'AFP, le colonel peshmerga Hashem Seetayi affirme que plus de 1 000 djihadistes sont morts rien que dans la ville de Sinjar, de août 2014 à août 2015. Les Kurdes affirment en revanche n'avoir déploré que six blessés de début juillet à fin août 2015.
En janvier 2016, Cemil Bayik, chef du PKK, déclare que 180 combattants de son mouvement ont été tués en Irak depuis 2014, la plupart dans les combats de Sinjar.
La reprise de Sinjar, dans la journée du 13 novembre 2015, aurait coûté 15 morts aux combattants kurdes dont 5 par explosifs et 10 dans des combats sporadiques autour de la ville. Le colonel Steve Warren, le porte-parole de l’armée américaine, estime que 60 à 70 djihadistes ont été tués par les frappes de la coalition.

## Suites
Au terme des combats, Sinjar est détruite à 70 %. La ville est occupée par les peshmergas du PDK, les combattants du PKK et diverses milices yézidies qui leur sont affiliées. Le PKK jouit d'une forte popularité en raison de son rôle de « sauveur » lors de la bataille, tandis que la fuite des peshmergas en août 2014 n'est pas oubliée par la population. Les deux mouvements ne tardent pas à s'opposer. Pour pousser le PKK à se retirer de Sinjar, le PDK soumet la région à un embargo, fouille régulièrement les véhicules et limite la circulation des marchandises, ce qui est vécu comme une humiliation par certains habitants. De leur côté, les cadres du PKK, étrangers à la région, cherchent à faire appliquer leur programme politique, recrutent des enfants soldats, et font preuve d'un autoritarisme et d'une intransigeance qui soulèvent des désapprobations au sein des populations locales.
La situation se détériore le 3 mars 2017 lorsqu'une milice kurde syrienne proche du PDK gagne la localité de Khana-Sor, tenue par le PKK. Des affrontements éclatent et durent pendant deux heures, quatre combattants sont tués.
Le 22 mars 2018, le président de la Turquie, Recep Tayyip Erdoğan, menace de lancer une offensive à Sinjar contre le PKK et réclame le soutien du gouvernement irakien tout en se déclarant prêt à s'en passer en cas de refus. Le gouvernement irakien s'oppose à une intervention turque, néanmoins le PKK annonce le 23 mars qu'il retire l'intégralité de ses forces — soit 2 000 hommes — de Sinjar.
Le 15 août 2018, Ismael Özden, dit Zaki Shingali, le commandant du PKK qui en août 2014 avait brisé le siège imposé par l'État islamique au Mont Sinjar, est mortellement blessé par une frappe aérienne turque près de la ville de Sinjar, alors qu'il revenait d'une cérémonie commémorant le massacre du village de Kocho, commis quatre ans plus tôt.

### Documentaires
- Encerclés par l'État islamique, réalisé par Xavier Muntz, 2014.

### Vidéographie
- [vidéo] Exclusif : SYRIE - IRAK : Sur le Front kurde - Grand Reportage de Roméo Langlois, France 24, 11 septembre 2014.
- [vidéo] Cloués au sol par l'organisation État islamique - Sur la route de Mossoul (1/3), Vice news, 10 juin 2015.
- [vidéo] Mateo Dara, Lilith Ezidi, Rencontre avec des combattants du PKK dans le nord de l'Irak, France 24, 13 novembre 2015.
- [vidéo] La bataille pour Sinjar : repousser l’organisation État islamique, Vice news, 24 novembre 2015.

### Reportages photographiques
- Reuters : Women wage ware on Islamic State, par Asmaa Waguih.
- En Photos : Sinjar, après une année de désespoir aux mains de l’EI, Vice news, 27 novembre 2015.
- Louis Witter, Sinjar, ville meurtrie par l'État islamique, Paris Match, 21 février 2016.

### Reportages radiophoniques
- Angélique Férat, Le front de Sinjar immobile, les yézidis entre attente et frustration, RFI, 1er juillet 2015.

### Romans graphiques
- Mikkel Sommer, Tore Rorbaek, Shingal, 2020, La boîte à bulles, 112 p.
- Zerocalcare, 2023, No sleep till Shengal, Cambourakis, 208 p.

### Cartes des combats
- Carte des combats au 21 octobre 2014, réalisée par Agathocle de Syracuse.
- Carte des combats au du 18 au 21 décembre 2014, réalisée par Agathocle de Syracuse.
- Carte des combats au 26 décembre 2014, réalisée par Agathocle de Syracuse.